# Йенеке, Эрвин
Эрвин Йенеке (нем. Erwin Jaenecke; 22 апреля 1890, Фререн, Германия — 3 июля 1960, Кёльн, Германия) — немецкий военачальник, генерал-полковник вермахта с 1 февраля 1944 года.

## Биография
27 марта 1911 года вступил в 10-й (Ганноверский) инженерный батальон. В 1912 году произведён в лейтенанты. В составе 10-го батальона принял участие в Первой мировой войне: с 23 июля 1915 года командир 5-й роты, с 3 марта 1916 года адъютант батальона, с 23 июля 1916 года вновь командир 5-й роты. С 9 декабря 1917 года ордонанс-офицер в штабе 19-й пехотной дивизии. С 29 августа по 16 декабря 1918 года 2-й офицер Генштаба в штабе 26-й резервной дивизии.
После капитуляции Кайзеровской армии остался в рейхсвере, где служил на различных инженерных должностях. Участник гражданской войны в Испании с июля 1936 по ноябрь 1938 года. С 1936 года начальник штаба «W», который ведал делами легиона «Кондор». С 1938 года начальник штаба инспекции укреплений в звании полковника.

## Вторая мировая война
С началом войны вновь переведён в полевые инженерные войска, назначен обер-квартирмейстером штаба 8-й армии. Участник Польской и Французской кампании.
С 1 мая 1940 по 31 января 1942 года служил обер-квартирмейстером командования вермахта в Бельгии и Северной Франции. Одновременно с 1 ноября 1941 года включён в главное командование вермахта на Западе.
С февраля 1942 года командир 389-й пехотной дивизии. В мае того же года дивизия была включена в состав 6-й полевой армии на Восточном фронте, которая участвовала в Харьковской операции и в последующем наступлении на Сталинград. 10 сентября 1942 года награждён Рыцарским крестом Железного креста. В сентябре 1942 года назначен командиром 4-го армейского корпуса, официально утверждён в должности 1 ноября, одновременно произведён в генералы инженерных войск. После окружения советскими войсками настаивал на осуществлении прорыва. В январе 1943 года был ранен шрапнелью (по др. данным симулировал ранение) и 22 января эвакуирован из Сталинградского котла по ранению.
С 1 апреля 1943 года командир 82-го армейского корпуса во Франции. С 1 июня 1943 года назначен командующим 17-й полевой армией и одновременно с ноября 1943 года командующий войсками вермахта в Крыму и Кавказе.

### Деятельность в Крыму
1 мая 1944 года заменён генералом К. Альмендингером и отправлен в командный резерв. После уничтожения 17-й армии по приказу А. Гитлера отдан под военный трибунал, который должен был выяснить, сделал ли Йенеке всё от него зависящее для спасения армии, но трибунал так и не состоялся. В январе 1945 года направил лично Гитлеру письмо, в котором обрисовал в деталях катастрофическое положение Германии, за что 31 января 1945 года по приказу фюрера был исключён из списков вермахта.

## После Второй мировой войны
11 июня 1945 года арестован советскими войсками в Нидершёне. В ходе следствия и суда содержался в Севастопольской тюрьме. 23 ноября 1947 года в результате Севастопольского процесса осуждён военным трибуналом Черноморского флота и приговорён к 25 годам заключения в лагерях. Йенеке (по состоянию на февраль 1954 года) отбывал наказание в Свердловской области. После этого (согласно эшелонному списку) Йенеке был переведен для отбывания наказания в Иваново. 12 октября 1955 года был передан властям ФРГ как неамнистированный преступник и освобождён. Жил в Кёльне, где и скончался 3 июля 1960 года.

## Военная карьера
- фенрих — 18 ноября 1911
- лейтенант — 18 августа 1912
- обер-лейтенант — 27 января 1916
- ротмистр — 1 мая 1922
- майор — 1 октября 1931
- подполковник — 1 апреля 1934
- полковник — 1 марта 1936
- генерал-майор — 1 ноября 1939
- генерал-лейтенант — 1 ноября 1941
- генерал инженерных войск — 1 ноября 1942
- генерал-полковник — 30 января 1944

## Награды
- Железный крест 2-го и 1-го класса (Королевство Пруссия)
- Крест Фридриха Августа 2-го и 1-го класса (Великое герцогство Ольденбург)
- Крест «За военные заслуги» 2-го класса (Герцогство Брауншвейг)
- Орден княжеского Дома Липпе 4-го класса с мечами
- Почётный крест Первой мировой войны 1914/1918 с мечами
- Медаль «За выслугу лет в вермахте» с 4-го по 1-й класс
- Медаль «В память 13 марта 1938 года»
- Медаль «В память 1 октября 1938 года» с пряжкой «Пражский замок»
- Испанский крест
- Пряжка к Железному кресту 2-го и 1-го класса
- Нагрудный знак «За ранение» (1939) чёрный
- Нагрудный штурмовой пехотный знак в серебре
- Рыцарский крест Железного креста (9 октября 1942)
- Немецкий крест в золоте (2 января 1943)
- Орден Михая Храброго 3-го и 2-го класса (Королевство Румыния)

## В культуре
Во время суда над Йенеке в Севастополе в Крыму в это же время шли съемки фильма «Третий удар» (1948) режиссёра Игоря Савченко о ходе Крымской наступательной операции. Немецкий генерал является одним из антагонистов картины, его роль исполнил актёр Михаил Астангов.